# چه باشد آنچه خوانندش تفکر؟
چه باشد آنچه خوانندش تفکر؟ یا معنای تفکر چیست؟ (به آلمانی: Was heißt Denken) یکی از آثار برجسته مارتین هایدگر است. این کتاب را سیاوش جمادی و فرهاد سلمانیان مستقلاً به فارسی ترجمه کرده‌اند.